# Йозеф Віммер
Йозеф Віммер (1745 —1803) — римо-католицький священник, професор догматичного богослов'я на богословському факультеті Львівського університету, ректор Львівського університету в 1788—1789 році.

## Життєпис
У 1788 році переведений з Оломоуця до Львівського університету на професора догматики. Того ж року обраний на посаду ректора університету. Хворобливий чоловік. У 1792 році виїхав до Відня на купелі і перебував там упродовж цілого року, після чого вже не повернувся до викладання у Львівському університеті.